# (30997) 1995 UO5
1995 UO5 (asteroide 30997) é um APL. Possui uma excentricidade de 0.64360747 e uma inclinação de 36.17795º.
Este asteroide foi descoberto no dia 26 de outubro de 1995 por Spacewatch em Kitt Peak.